# Psectra mombassina
Psectra mombassina is een insect uit de familie van de bruine gaasvliegen (Hemerobiidae), die tot de orde netvleugeligen (Neuroptera) behoort. 
Psectra mombassina is voor het eerst wetenschappelijk beschreven door Navás in 1936.